# Lirios rotos
Lirios rotos o La culpa ajena (Broken Blossoms) es una película muda dramática de 1919 dirigida por D. W. Griffith, basada en el cuento de Thomas Burke The Chink and the Child, de su colección Limehouse Nights, publicada en 1916.
Protagonizada por Lillian Gish, Richard Barthelmess y Donald Crisp, muestra un retrato íntimo de Cheng Huan (Barthelmess), un amable hombre venido de China y su amor por una pobre chica llamada Lucy Burrows (Gish), explotada por la brutalidad de su padre, un sádico boxeador.

## Sinopsis
Cheng Huan (Richard Barthelmess) deja su país natal, China, para difundir la doctrina de Buda en Inglaterra. Su idealismo se desvanece cuando se enfrenta a la realidad brutal de la ciudad de Londres. Sin embargo, su misión es finalmente redimida debido a la devoción que experimenta por Lucy (Lillian Gish), la hermosa hija no deseada de un boxeador alcohólico de los bajos fondos (Donald Crisp).

## Argumento
Cheng Huan (Richard Barthelmess) abandona su China natal porque "sueña con difundir el gentil mensaje de Buda a las tierras anglosajonas". Su idealismo se desvanece cuando se enfrenta a la brutal realidad del áspero centro de Londres. Sin embargo, su misión finalmente se cumple en su devoción al "lirio roto" Lucy Burrows (Lillian Gish), la bella pero no deseada y maltratada hija del boxeador alcohólico Battling Burrows (Donald Crisp).
Después de ser golpeada una tarde por su furioso padre, Lucy encuentra refugio en la casa de Cheng, la hermosa y exótica habitación sobre su tienda. Mientras Cheng cuida a Lucy para que recupere la salud, los dos forman un vínculo como dos marginados no deseados de la sociedad. Todo se desvía cuando el padre de Lucy se entera del paradero de su hija y, en medio de una ira ebria, la arrastra a su casa para castigarla. Temiendo por su vida, Lucy se encierra en un armario para escapar de su padre despectivo.
Cuando Cheng llega a rescatar a Lucy, a quien adora tan inocentemente, ya es demasiado tarde. El cuerpo sin vida de la apaleada Lucy yace en su modesta cama mientras Battling toma una copa en la otra habitación. Mientras Cheng mira el rostro juvenil de Lucy que, a pesar de las circunstancias, irradia inocencia e incluso una leve sonrisa, Battling entra en la habitación para escapar. Los dos se mantienen fijos por un largo rato, intercambiando miradas rencorosas, hasta que Battling se lanza contra Cheng con un hacha y Cheng toma represalias disparando a Burrows repetidamente con su pistola. Después de regresar a su casa con el cuerpo de Lucy, Cheng construye un santuario para Buda y se quita la vida con un cuchillo.

## Reparto
- Lillian Gish - Lucy Burrows
- Richard Barthelmess - Cheng Huan
- Donald Crisp - Battling Burrows
- Arthur Howard - Gerente de Burrows
- Edward Peil Sr. - Ojo malvado
- George Beranger - El espía
- Norman Selby - Un boxeador

## Producción y estilo
A diferencia de trabajos anteriores más extravagantes de Griffith como El nacimiento de una nación o  Intolerancia, Lirios rotos es una película de pequeña escala que utiliza ambientes controlados en estudio para crear un efecto más íntimo.
Griffith era conocido por su disposición a colaborar con sus actores y en muchas ocasiones se unía a ellos en sus salidas para investigar personajes.
El estilo visual de Lirios rotos hace hincapié en los ambientes barriobajeros de las calles del barrio londinense de Limehouse, con sus sombras, los drogadictos y los borrachos; lo que contrasta con la belleza de la relación inocente entre Cheng y Lucy, simbolizada por el acogedor apartamento de Cheng. Por el contrario, la habitación de Lucy y su padre transmite una sensación de opresión y de hostilidad. El crítico de cine e historiador Richard Schickel llega incluso a acreditar a este crudo realismo como fuente de inspiración de directores de la talla de Georg Wilhelm Pabst, Mauritz Stiller o Josef von Sternberg, entre otros; y que posteriormente reaparecerá en los Estados Unidos en la época del sonoro, en el género identificado como "cine negro".
Griffith no estaba seguro de su producto final y le llevó varios meses el poder completar el montaje final de la misma.
La película se estrenó durante un periodo de fuerte sentimiento antichino en Estados Unidos, un malestar conocido como Peligro amarillo, término empleado a menudo en los periódicos de William Randolph Hearst, y título de un libro popular de una influyente figura religiosa del momento, el pastor adventista G. G. Rupert, que publicó en 1911 El peligro amarillo, o Oriente contra Occidente. Griffith cambió la historia original de Burke para promover la tolerancia. En el original de Burke, el protagonista chino es un sórdido joven vagabundo de Shanghái presionado para el servicio naval, que frecuenta fumaderos de opio y prostíbulos; en la película, es un misionero budista cuyo objetivo inicial es difundir la palabra de Buda y la paz (aunque también se le muestra visitando fumaderos de opio cuando está deprimido). Incluso en su estado anímico más bajo, evita que sus compatriotas de juerga se peleen.

## La escena del armario
La escena más recordada de Lirios rotos es la escena de Lillian Gish encerrada en el armario. Aquí Gish representa el horror de Lucy retorciéndose en un espacio claustrofóbico como un animal torturado que sabe que no tiene escapatoria. Existe más de una anécdota sobre la filmación de la "escena del armario". Richard Schickel escribe que según Barthelmess, la histeria de Gish fue inducida por las burlas que Griffith hacía sobre ella. Gish, por su parte, afirmaba que improvisó en el estudio los movimientos torturados del personaje y que al terminar la escena hubo un silencio en el estudio, roto finalmente por la exclamación de Griffith, "'Dios mío, ¿por qué no me avisaste de que ibas a hacer esto?'".
La escena también se utiliza para demostrar la capacidad extraordinaria de Griffith para crear un efecto sonoro con sólo una imagen. Al parecer, los gritos de Gish atrajeron a una multitud fuera del estudio, que tuvo que ser contenida para que no entrase.